# La Niña

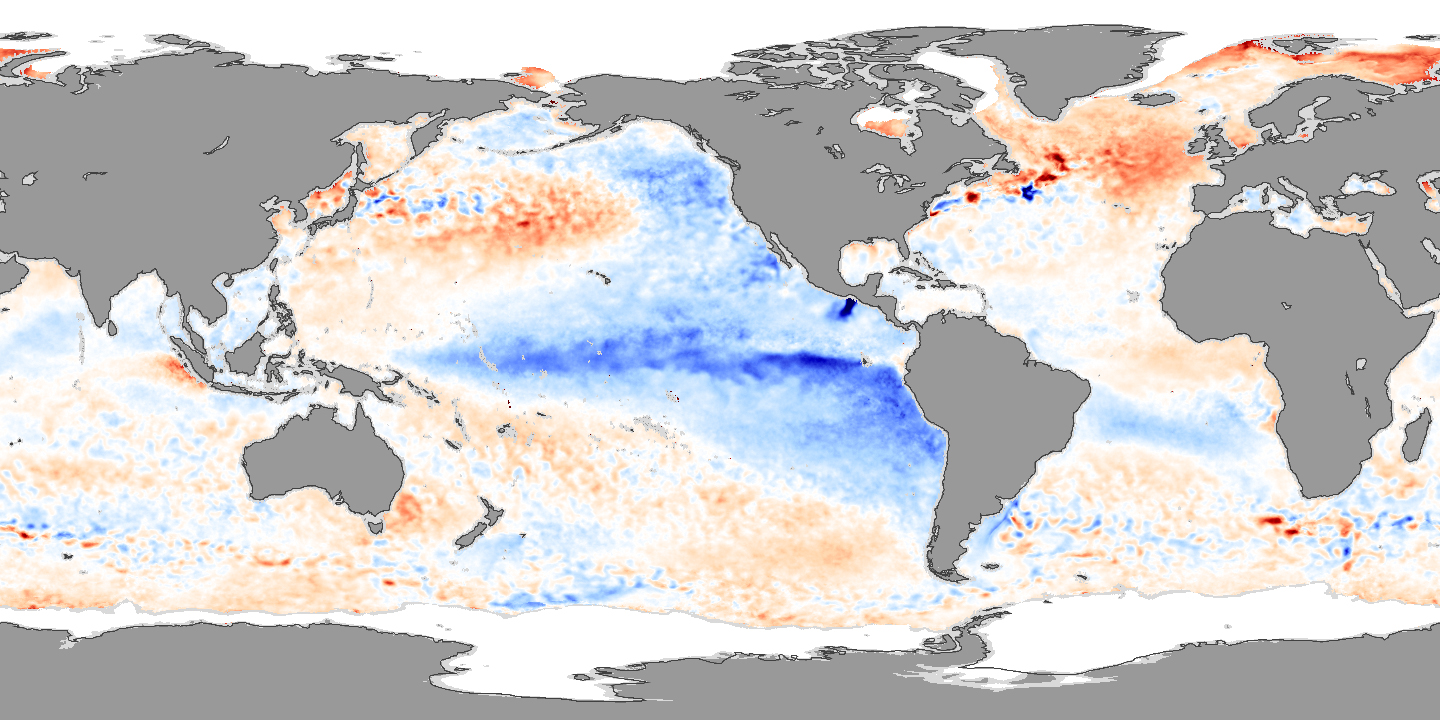
Anomalia da temperatura dos oceanos em novembro de 2007, sob influência de um La Niña.

O La Niña é um fenômeno natural que, oposto ao El Niño, consiste na diminuição da temperatura da superfície das águas do Oceano Pacífico Tropical Central e Oriental. Assim como o El Niño, sua ocorrência gera uma série de mudanças significativas nos padrões de precipitação e temperatura ao redor da Terra.
Os ventos ascendentes no Pacífico Central e Ocidental, descendentes no oeste da América do Sul, alísios (de leste para oeste) próximos à superfície e de oeste para leste em altos níveis da troposfera correspondem à chamada Célula de Walker, área de constante evaporação que regula o padrão de circulação da convecção originada sobre o oceano. Em situações normais, as águas mais quentes do Pacífico Equatorial Oeste são represadas pela intensificação dos ventos alísios. Com o La Niña, o afloramento aumenta e a termoclina se torna mais rasa a leste do Pacífico, ao mesmo tempo em que as águas quentes são represadas mais a oeste que o normal, alongando a Célula de Walker.
O termo "La Niña" é espanhol e significa "a menina", em uma alusão ao contrário de "El Niño" ("o Menino", em referência ao Menino Jesus). Outros nomes como "El Viejo" ou "anti-El Niño" também foram usados para se referir ao resfriamento, mas o termo La Niña ganhou mais popularidade. As últimas ocorrências com forte intensidade foram registradas em 1988–1989, 1998-2001, 2007–2008, 2010-2012 e 2020-2023.

## Consequências

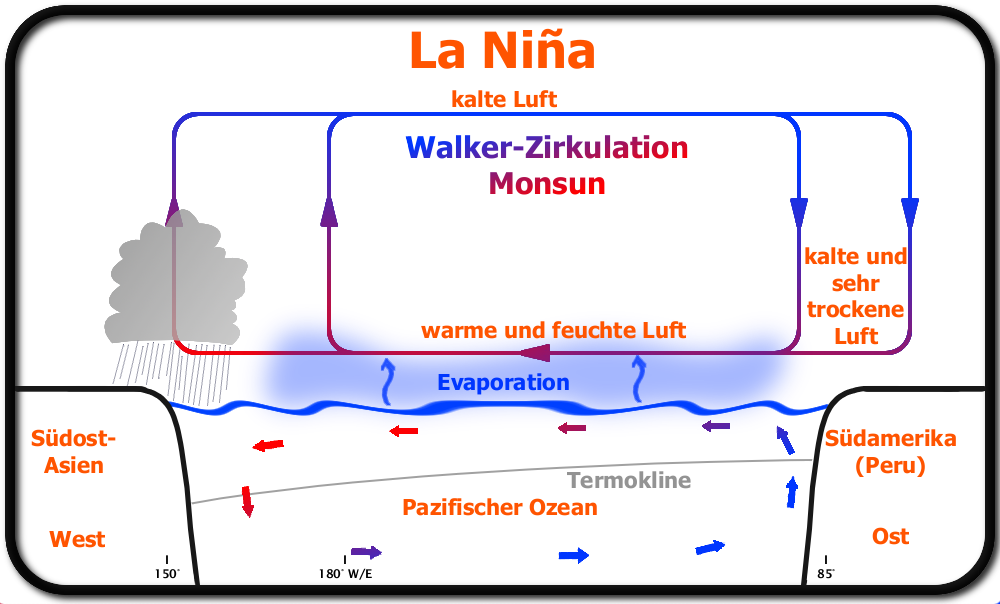
A velocidade dos ventos aumenta a intensidade da Célula de Walker, isto provoca mais chuva no Sudeste Asiático e no norte da Oceania e secas na costa oeste da América do Sul, pois impede a convecção do ar.

Entre os meses de dezembro e fevereiro:
- Aumento das chuvas e enchentes na Região Nordeste do Brasil; principalmente no setor norte, a qual corresponde os estados do Maranhão, Piauí, Ceará e Rio Grande do Norte
- Temperaturas abaixo do normal para o verão na Região Sudeste do Brasil
- Aumento do frio na costa oeste dos Estados Unidos
- Aumento das chuvas na costa leste da Ásia
- Aumento do frio no Japão

Entre os meses de junho e agosto:
- Inverno árido nas regiões Sul e Sudeste do Brasil
- Aumento do frio na costa oeste da América do Sul
- Frio e chuvas na região do Caribe (América Central)
- Aumento das temperaturas na região leste da Austrália
- Aumento das temperaturas e chuvas na região leste da Ásia

### No Brasil
Os principais efeitos de episódios do La Niña observados sobre o Brasil são:
- Passagens rápidas de frentes frias sobre a Região Sul
- Temperaturas próximas da média climatológica ou ligeiramente abaixo da média sobre a Região Sudeste, durante o inverno
- Chegada das frentes frias até a Região Nordeste, principalmente no litoral da Bahia, Sergipe e Alagoas; Tendência às chuvas abundantes no norte e leste da Amazônia; Chuvas acima da média para o setor centro-norte do Nordeste
- Chuvas muito acima da média no leste dos estados da Região Sul, estiagem no oeste destes estados e no Paraguai
- Em alguns episódios, chuva volumosa e frio na Região Sudeste do Brasil.

Em geral, um episódio La Niña começa a desenvolver-se em um certo ano, atinge sua intensidade máxima no final daquele ano, vindo a dissipar-se em meados do ano seguinte. Ele pode, no entanto, durar até dois anos. Sua intensidade é tão forte que os episódios La Niña permitem, algumas vezes, a chegada de frentes frias até à Região Nordeste notadamente no litoral da Bahia, Sergipe e Alagoas, e na Região Norte principalmente Rondônia e Acre.[carece de fontes?]